# Léo Fortunato
Leonardo Fortunato dos Santos (Rio de Janeiro, 14 marzo 1983) è un ex calciatore brasiliano, di ruolo difensore.

## Caratteristiche tecniche
Gioca come difensore centrale.

## Carriera

### Club
Ha giocato principalmente per il Madureira, con il quale ha vinto la Taça Rio nel 2006; nel 2007 è passato al Cruzeiro, nel quale è una riserva.

## Palmarès

### Club

#### Competizioni nazionali
- Taça Rio: 1

Madureira: 2006
- Campionato Mineiro: 1

Cruzeiro: 2008